# Komandor
Komandor (kmdr) – wojskowy stopień oficerski w Marynarce Wojennej i Jednostce Wojskowej Formoza, odpowiadający pułkownikowi w pozostałych rodzajach sił zbrojnych. Jego odpowiedniki znajdują się także w marynarkach wojennych innych państw w NATO.

## Użycie
W Polsce stopień komandora powstał w 1921, wraz z pozostałymi pierwszymi stopniami w Marynarce Wojennej. Wcześniej, od 1918 używano zapożyczonego z Wojsk Lądowych stopnia pułkownika marynarki. Od momentu utworzenia komandor znajduje się w hierarchii pomiędzy komandorem porucznikiem a kontradmirałem i jest odpowiednikiem pułkownika. W latach 1921–1952 był najwyższym stopniem oficerów sztabowych, a od 1952 jest najwyższym stopniem wojskowym wśród oficerów starszych.
Stopień wojskowy komandora jest zaszeregowany dla grup uposażenia nr 16-16C. W kodzie NATO określony jest jako OF-05. W związku z tym, że w Wielkiej Brytanii i USA captain to polski komandor, a commander w Royal Navy i US Navy to komandor porucznik, często występują omyłki w tłumaczeniach.
Jego odpowiednikami w marynarkach wojennych innych państw są m.in.:
- Captain – Wielka Brytania[1], Stany Zjednoczone;
- Kapitan 1-go (pierwowo) ranga (Капитан 1-го ранга, pol. kapitan I rangi) – Rosja;
- Kapitän zur See – Niemcy;
- Capitán de navío – Hiszpania;
- Capitão-de-mar-e-guerra – Portugalia;
- Capitaine de Vaisseau – Francja;
- Kommendör 1.gr oraz Kommendör – Szwecja;
- Capitano di Vascello – Włochy;
- Kapitein ter zee – Holandia.